# West Bletchley
West Bletchley est une paroisse civile du Buckinghamshire, en Angleterre.